# クララ・バートン
クララ・バートン（Clarissa "Clara" Harlowe Barton 、1821年 12月25日 – 1912年4月12日）は、アメリカ赤十字の設立者で、看護師のパイオニアである。また、特許事務官、教師、南北戦争期の病院勤務看護師を務めた。

## 人生

### 生い立ち
クララ・バートンは1821年12月25日、マサチューセッツ州ノース・オックスフォードで5人兄弟の末っ子として生まれた。父は地元の民兵の一員であり、議員も務め、愛国心と幅広い人道的関心を娘に与えた、Captain Stephen Bartonである。母は Sarah Stone Bartonである。
3歳になったとき、クララは兄スティーブンと一緒に学校に行くこととなった。読書とスペルが優れた成績であった。学校では、ナンシー・フィッツと親友となった。クララは極度に臆病であったため、彼女が子供の頃で唯一の知られている友人である。
10歳のとき、クララは納屋の屋根から落ちて重傷を負った兄弟のデイビッドを看護する仕事を自らに課し完治させた。クララは処方された薬を与え、当時の標準的な治療であるヒルに血を吸わせる瀉血の方法を習得した。クララは医者があきらめてからも、デイビッドの世話をずっと続けて完治させた。
両親は内気な性格が治るようColston Stones High Schoolにクララを送ったが、その試みは仇となった。クララは更に臆病で抑うつ的で食べるのもままならなくなった。クララは健康を取り戻すために家に戻ることとなった。
クララが帰ったとき、クララの父方のいとこが4人の子供と妻と農場を残して亡くなったため、元々住んでいた家も修理が必要だったのもあり、彼らを助けるためにバートン家は移住した。仕事が終わった後、クララは家族に負担を感じさせないために仕事をしたいが、手伝わせてくれないから手持無沙汰で当惑していた。
クララはいとこの男の子と遊ぶようになり、驚いたことに乗馬のような活動も上手にこなすようになった。クララの母親が男の子と遊ぶことに疑問を持ち始めたのは、クララが負傷した後ではなかった。母親は、クララがより女性的なスキルに焦点を当てるべきだと決断した。そして、クララのいとこの女の子一人を招いて、クララの女性性を育てた。クララのいとこからは、適切な社会的スキルを得た。
また、内気を克服するために、両親はクララに学校の先生になるよう説得した。クララは、1839年に17歳で始めて教師免許を取得した。この職業はクララに大いに興味をもたせ、やる気をもたらした。クララは労働者の子供たちに教育を受けさせる効果的な広報活動を終わらせた。 このような成功したプロジェクトは、正当な授業料を要求する時に必要な信頼をもたらした。

### 社会人生活
クララ・バートンは、1838年から12年間カナダと西ジョージアの学校で教育者を務めた。バートンはこの仕事を上手くこなした。クラスの暴れん坊も、子供のころから男兄弟らと過ごしていたため、扱いはお手のものであった。バートンは彼らの尊敬を得た事から、クラスの制御は容易となった。1850年、バートンはニューヨークのクリントン・リベラル・インスティテュート（Clinton Liberal Institute）で読み書きを研究し、教育をさらに進めることにした。
1852年、ニュージャージー州で初めてのフリースクールをBordentownで開くことになった。バートンは成功し、1年後に600人以上の生徒を教えるために別の女性を雇いいれ、その試みも成功した。この成果により、学校は新しい学校ビル建設のための約4,000ドルを調達することができた。しかし、これが完成した後、バートンは教育委員会が選出した男性に校長を譲ることとなった。教育委員会は、大きな組織の長に女性は相応しくないという姿勢をとっていた。バートンは神経衰弱と健康疾患で辞めるまで過酷な環境で働くことになった。
1855年、ワシントンD.C.に移り、米国特許庁の書記官として仕事を始めた。この仕事は、男性の給与と同じ給与をもらえ、連邦政府で重要な書記として女性を雇い入れた初めての仕事であった。しかしその3年間も、バートンは男性職員から多くの虐待と中傷を受けた。その後、官庁で働く女性に対する政治的反対がおき、1856年にジェームズ・ブキャナンの運営方針で、バートンの立場は写字生の立場に縮小され、「Black Republicanism（黒人共和主義者）」として解雇された。マサチューセッツ州にある親戚や友人と3年間住んでいたバートンは、エイブラハム・リンカーン選出後、1861年秋に一時的に写字生として米国特許庁に戻り、政府機関で働く女性の数が増えることを期待していた。

### 南北戦争
1861年4月19日のボルチモア暴動は、南北戦争初の流血事件となった。マサチューセッツ連隊内の犠牲者は、当時のバートンの家があった場所での暴動の後、ワシントンD.C.に移送された。バートンは国に貢献したいと考えていたため、怪我をした40人が到着する駅に行った。多くの人が負傷し、空腹で、何の手持ちの荷物もない制服を着た男たちに必要な個人的な援助を行った。バートンは、メリーランド州ボルティモアで攻撃された第六マサチューセッツ州立歩兵隊の若者たちが収容されていた未完成のワシントン庁舎に個人的に物資を支援し、彼らを助け始めた。当時、看護教育はあまり制度が整っておらず、バートンは看護学校に通っていなかったため、独学による看護を行った。
バートンは、一緒に働いている女性たちに、自分の人生で培った医療技術を教えることが出来ることに早くから気が付いた。他の女性らと共に病気や負傷した兵士のために衣服、食糧、物資を個人的に提供した。バートンは医療品の保管と配布方法を学び、気分を盛り上げるため、本を読んだり、彼らの家族への手紙を書いたり、話したりする等の精神的なフォローを行った。
そしてある日、軍から身分証明証を貰い、兵士の為の医療品を集め始めた。陸軍省と従軍外科医の反対にもめげず、さらなる支援を得る前に自らの家の居間を倉庫にし、1862年初めに数人の友人の助けを借りて戦場へ直接物資を配給し始めた。1862年8月、バートンは需品係将校ダニエル・ラッカー（Daniel Rucker）から、ようやく最前線で働く許可を得た。そして、バートンはマサチューセッツ州上院議員ヘンリー・ウィルソンをはじめとした、多くの後援者の信任を得た。
第一次ブルランの戦い後、バートンはマサチューセッツ州の新聞に広告文を掲載した。それは心からの物資が殺到する反響を呼んだ。バートンは、シーダー山の戦い、第二次ブルランの戦い、フレデリックスバーグの戦いなど、いくつもの戦場で怪我をした兵士に付き添い、到着した物資の分配、野戦病院の清掃、包帯を巻く、食糧の提供などの作業をこなした。バートンは南軍も北軍も関係なく助けた。消耗品は必ずしも容易に入手できるわけでは無かった。例えば、アンティータムの戦いでは、包帯の代わりにトウモロコシの皮を使用した。
1863年に、John J. Elwell大佐と恋愛関係になった。
1864年、ベンジャミン将軍によって、ジェームズ軍の前線の病院の「女性責任者」に任命された。死と隣り合わせの環境の中、バートンは外科医や後援者の支援を受けて、「アメリカン ナイチンゲール」、「Angel of the Battlefield（戦場の天使）」として有名になった。

### 南北戦争後
南北戦争後、戦争省あてに行方不明の兵士の親類から問い合わせの手紙が届いており、その多くが無名兵士の墓に埋葬されてしまって答えられない事を知った。この状況を打開しようと、バートンはリンカーン大統領に連絡を取り、「行方不明の兵士」の調査を行う許可を取得した。
バートンはワシントンD.C.に、「作戦行動中行方不明」か殺されて行方不明になった兵士たちの調査事務所を開設した。バートンとアシスタントは、41,855件の質問に対する回答を書いて、22,000人以上の行方不明の人々を探し出した。バートンは1865年の夏、アンダーソンビル刑務所収容所、ジョージア州南部の捕虜収容所で死亡した13,000人を見つけ、特定し、適切に埋葬できるようにした。そして4年間にわたって仕事を続け、2万人以上の兵士を適切に名前を付けて墓地に埋葬した。議会は最終的にバートンのプロジェクトに15,000ドルを割当てた。

### アメリカ赤十字
バートンは、1865–1868年の体験を元に全米で講演を開き、広く知られる存在となった。そして、公民権運動家のスーザン・B・アンソニーなど、色々な人たちと会い影響を受けた。しかし、そういった活動の中で精神的にも肉体的にも疲労し、医者から現在の仕事を離れ休むように言われた。バートンは1868年にMissing Soldiers Officeを閉鎖し、ヨーロッパに渡った。1869年にスイスのジュネーブを訪れていた時、赤十字と、後にアメリカ赤十字設立の支援者となる Dr.アッピアを紹介された。また、中立的な立場で自発的な救援を提供する国家団体の設立（各国家における赤十字設立）を呼びかけたアンリ・デュナンの「ソルフェリーノの思い出」という本も勧められた。
1870年に、普仏戦争が始まり、バートンは従軍看護師として参加した。バートンは軍事病院の準備を行うバーデン大公妃を補佐し、戦時中の赤十字社に多くの援助を行った。 ドイツ当局などの支援要請を受けて多くの活動を行った。戦争後、バートンはバーデン金十字とプロイセン鉄十字勲章を授与された。
アメリカに帰国後、1873年にアメリカに赤十字を設立する活動を開始した。ラザフォード・ヘイズ大統領との会談は失敗したものの、その後のチェスター・A・アーサー大統領政権に、戦争だけでなく自然災害でも救助する組織の必要を訴えかけ、その説得に成功した。
1881年5月21日、ワシントンD.C.のI Streetアパートでアメリカ赤十字の最初の公式会合が開催され、会長に就任した。1882年8月22日に、ニューヨーク州リビングストン郡ダンスビルに最初の支部が設立された。その後、アメリカでおこった災害や戦争に多くの貢献を行い、またトルコなどにも支部を開設し、1896年の春にアルメニア人虐殺への人道支援にバートン自身も同行した。1898年にバートンはキューバの病院で働いていたが、すでに78歳であった。1900年のガルベストン・ハリケーン災害後の救援活動が、アメリカ赤十字会長としての最後の仕事であった。

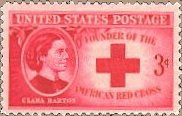
クララ・バートンを称える米国切手1940年

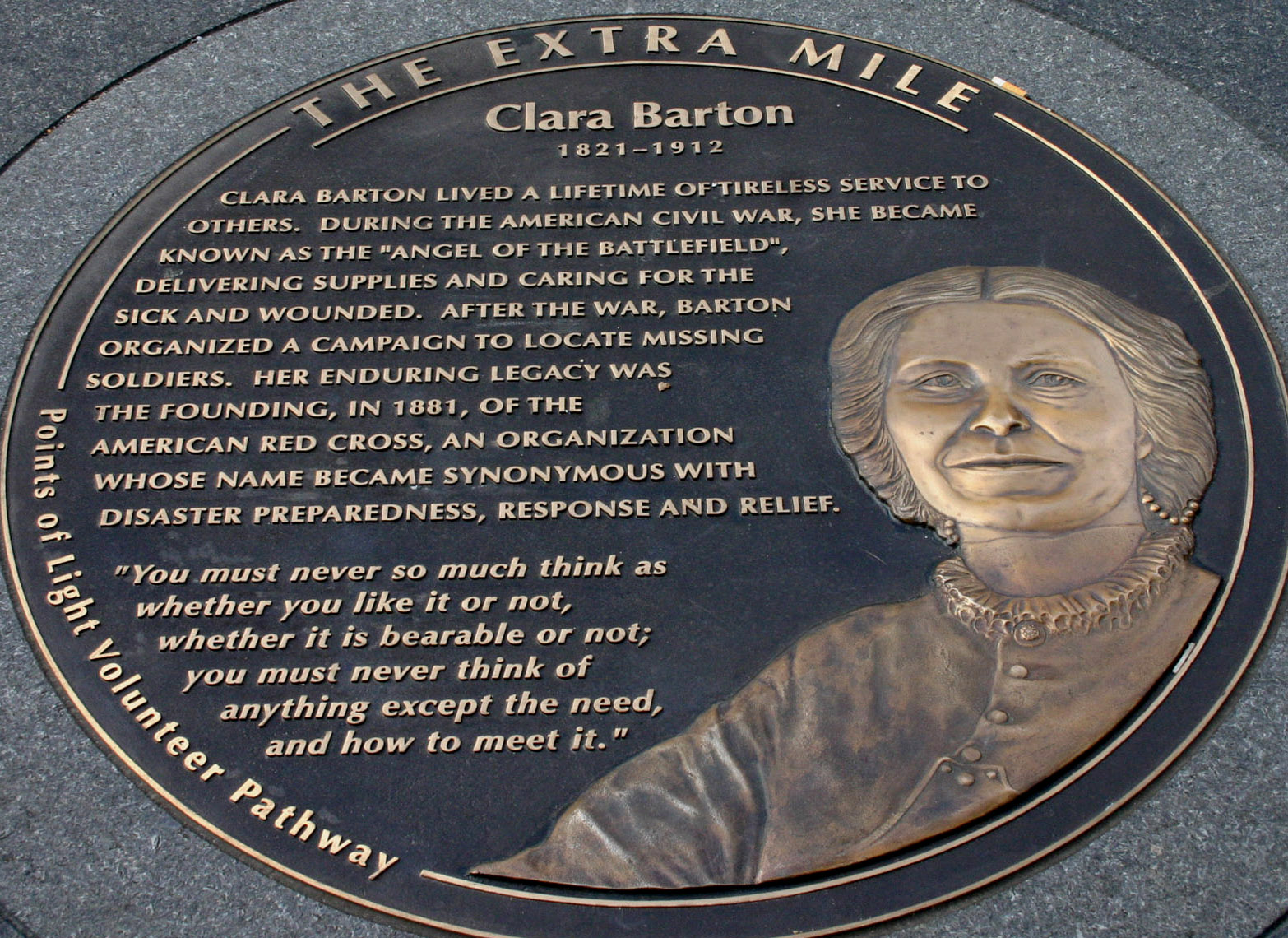
アメリカ赤十字の創設者、クララ・バートン

1904年、公私混同の批判によって、83歳でアメリカ赤十字の会長辞任を強いられた。バートンは理想主義的な人道主義ではなく、進歩的な時代の現実的な効率性を反映した全世代の科学的専門家の新世代によって辞任を余儀なくされた。 辞任後、バートンはNational First Aid Societyを設立した。

### 晩年
1897年からメリーランド州グレン・エコーに住んでいた。1907年に自伝「The Story of My Childhood」を出版した。1912年4月12日、自宅で死亡した。 死因は肺炎であった。
John J. Elwell大佐と恋愛関係になるなど、生涯を通して3度の告白を受けたが、結婚することは無かった。

## 史跡
Clara Barton National Historic Site
1975年、15年住んでいたメリーランド州グレン・エコーの家は、アメリカ合衆国国立公園局が管理している。en:National Historic Site (United States)（アメリカ国立史跡）となっている。内部は、アメリカ赤十字の歴史等の展示が行われている。
Missing Soldiers Office
バートンがヨーロッパに渡るときに閉鎖され、長らく所在が忘れ去られていたが、1997年に関連資料等がビルの屋根裏部屋から発見されたことで、所在が明らかになった。このビルは取り壊しから救われ、2015年にNational Museum of Civil War Medicine（国立南北戦争医療博物館）となった。

## クララ・バートンの名前が付いた物
アメリカでは、バートンの名前が付いた学校や道等が数多い。少なくとも学校が21校、通りが9本存在している。
- Clara Barton Award:アメリカ赤十字の各部署のリーダーへ贈られる最高功労賞
- クララバートン行方不明兵士事務所博物館（クララバートン行方不明兵士事務所博物館公式ページ）[24][25]
- エンジェル・オブ・バトルフィールド〜クララ・バートンに捧ぐ〜:樽屋雅徳作曲の吹奏楽曲(Angel of the Battlefield)

## 著作物
- Barton, Clara H. The Red Cross-In Peace and War. Washington, D.C.: American Historical Press, 1898.  OCLC 1187508.
- Barton, Clara H. Story of the Red Cross-Glimpses of Field Work. New York: D. Appleton and Company, 1904.  OCLC 5807882.
- Barton, Clara H. The Story of My Childhood. New York: Baker & Taylor Company, 1907.  Reprinted by Arno Press in 1980.  OCLC 6015444.